# Mörttjärnen (Leksands socken, Dalarna, 674637-148436)
Mörttjärnen är en sjö i Falu kommun och Leksands kommun i Dalarna och ingår i Dalälvens huvudavrinningsområde. Sjön är 6,7 meter djup, har en yta på 0,143 kvadratkilometer och befinner sig 297 meter över havet. Vid provfiske har abborre, gädda och mört fångats i sjön.

## Delavrinningsområde
Mörttjärnen ingår i det delavrinningsområde (674663-148364) som SMHI kallar för Utloppet av Mörttjärnen. Medelhöjden är 349 meter över havet och ytan är 2,11 kvadratkilometer. Det finns inga avrinningsområden uppströms utan avrinningsområdet är högsta punkten. Vattendraget som avvattnar avrinningsområdet har biflödesordning 6, vilket innebär att vattnet flödar genom totalt 6 vattendrag innan det når havet efter 274 kilometer. Avrinningsområdet består mestadels av skog (82 procent). Avrinningsområdet har 0,14 kvadratkilometer vattenytor vilket ger det en sjöprocent på 6,6 procent.